# Derese Tesfaye
Derese Tesfaye (* 20. Februar 2001) ist ein äthiopischer Leichtathlet, der sich auf den Hürdenlauf spezialisiert hat.

## Sportliche Laufbahn
Erste internationale Erfahrungen sammelte Derese Tesfaye im Jahr 2019, als er bei den Juniorenafrikameisterschaften in Abidjan in 53,47 s den vierten Platz im 400-Meter-Hürdenlauf belegte. Anschließend schied er bei den Afrikaspielen in Rabat mit 51,41 s im Vorlauf aus. 2022 kam er bei den Afrikameisterschaften in Port Louis mit 15,05 s nicht über die Vorrunde im 110-Meter-Hürdenlauf hinaus und verpasste mit der äthiopischen 4-mal-100-Meter-Staffel mit 44,23 s den Finaleinzug. 2024 schied er bei den Afrikaspielen in Accra mit 14,67 s und 51,39 s jeweils in der ersten Runde über 110 und 400 m Hürden aus und belegte mit der 4-mal-400-Meter-Staffel in 3:29,77 min den achten Platz.
In den Jahren 2019 und 2021 wurde Tesfaye äthiopischer Meister im 400-Meter-Hürdenlauf sowie 2021 und 2022 über 110 m Hürden.

## Persönliche Bestleistungen
- 110 m Hürden: 14,67 s (−1,2 m/s), 18. März 2024 in Accra
- 400 m Hürden: 51,39 s, 20. März 2024 in Accra